# Ducati 999

## 999
Стандартная модель 999 была выпущена в 2003 году. Вопреки своему названию, двигатель имеет рабочий объём 998 см 3. Мощность двигателя равна 124 л. с., обтекатель фирмы Showa. Модель доступна в одноместном или двухместном варианте, жёлтого или красного цвета. В 2005 году выпускается усовершенствованная модель. Был обновлён дизайн. Двигатель, переработанный для большего соответствия требованиям World Superbike Championship, выдает 140 л. с. при 9750 об / мин. Крутящий момент возрастает до 109 Нм при 8000 об / мин. Масса снижается на 13 кг. Двухместная версия появляется в новом чёрном цвете.
26 марта 2006 на кольце Брэндс-Хэтч увидела мир специальная версия 749 и 999 моделей — Airwaves Replica, украшенная в цвета машин, участвующих в английском Superbike Championship и пилотируемых Грегорио Лавиллой и Леоном Хэслэмом. Объём серии ограничен 30 экземплярами (749 и 999 вместе взятыми). В стоимость £ 12 250 включается сертификат подлинности и VIP-доступ к английскому чемпионату Superbike Championship.

## 999S
999S представляет собой улучшенную версию 999. Новая вилка Öhlins вилка имеет немного меньший ход (120 мм). Двигатель, оснащенный титановыми шатунами, выдает 136 л. с. при 9750 об / мин, крутящий момент 10,8 кгм при 8000 об / мин. Она доступна в одноместном или двухместном исполнении, жёлтого или красного цвета. В зависимости от страны он поставляется с комплектом гоночного глушителя Termignoni и гоночным ECU. В 2005 году уменьшается вес модели, она получает подвеску Öhlins модели 999R (легкую и жесткую) и её радиальные тормозные суппорты . Двигатель становится мощнее на 7 л. с. Крутящий момент также увеличивается на 5,9 Нм . Модель доступна в чёрном и красном цвете, в одноместном и двухместном варианте.
Версия Team USA доступна представлена в августе 2006 года. Она окрашена в цвета мотоцикла, который на Superbike championship пилотировали Бен Бостром и Нил Ходжсон. Производится только 150 экземпляров, цена каждого 19 995 $

## 999 R
999R является более «мускулистой» версией 999. Это «настоящий» 999-й, так как его двигатель имеет рабочий объём 999 см3. Диаметр поршня составляет 104 мм, ход поршня 58,8 мм. Мощность двигателя составляет 139 л. с. при 10000 об/мин.
Как и на модели S, переднюю вилку и задний амортизатор предоставляет фирма Öhlins. 999R легче оригинального 999 и весит 193 кг. Он доступен только в одноместном варианте и красного цвета.
В 2005 году мощность двигателя увеличилась на 11 лошадиных сил. Пара провела 11,9 кгм при 8000 об / мин. ,вес уменьшается на 12 кг.
В 2004 и 2005 годах появляются две специальные серии, окрашенные в цвета фирм-спонсоров: соответственно Fila и Xerox. Первая серия была выпущена в 200 экземплярах, по € 30 000 за мотоцикл. Она предполагает наличие нового чипа и кованые диски колес. Вторая серия предусматривает по цене в € 32 000 выхлопную систему Termignoni.

## Технические характеристики
|                               | 999 (2006)                                                                                     | 999S (2006) | 999R (2006) | 999R Xerox (2006) |
| ----------------------------- | ---------------------------------------------------------------------------------------------- | --- | --- | --- |
| Двигатель                     | 2-хцилиндровый V-twin, 4 клапана Testastretta Desmodromic на цилиндр; жидкостное охлаждение    | 2-хцилиндровый V-twin, 4 клапана Testastretta Desmodromic на цилиндр; жидкостное охлаждение                          | 2-хцилиндровый V-twin, 4 клапана Testastretta Desmodromic на цилиндр; жидкостное охлаждение                          | 2-хцилиндровый V-twin, 4 клапана Testastretta Desmodromic на цилиндр; жидкостное охлаждение                          |
| Рабочая емкость               | 998 см3                                                                                        | 998 см3 | 999 см3 | 999 см3 |
| Диаметр цилиндра x ход поршня | 100.0 мм x 63.5 мм                                                                             | 100.0 мм x 63.5 мм                                                                                                   | 104.0 мм x 58.8 мм                                                                                                   | 104.0 мм x 58.8 мм                                                                                                   |
| Степень сжатия                | 11.4:1                                                                                         | 11.4:1 | 12.5;1 | 12.5;1 |
| Мощность двигателя            | 140 л. с. / 103 кВт при 9,750 об/мин                                                           | 143 л. с. / 105.2 кВт при 9,750 об/мин                                                                               | 149 л. с./ 110 кВт при 9,750 об/мин                                                                                  | 149 л. с./ 110 кВт при 9,750 об/мин                                                                                  |
| Крутящий момент               | 108 Нм при 8,000 об/мин                                                                        | 111 Нм при 8,000 об/мин                                                                                              | 116 Нм при 8,000 об/мин                                                                                              | 116 Нм при 8,000 об/мин                                                                                              |
| Топливная система             | электронный впрыск топлива Marelli , 54 мм диффузор                                            | электронный впрыск топлива Marelli , 54 мм диффузор                                                                  | электронный впрыск топлива Marelli , 54 мм диффузор                                                                  | электронный впрыск топлива Marelli , 54 мм диффузор                                                                  |
| Выхлопная система             | Один стальной глушитель с катализатором                                                        | Один стальной глушитель с катализатором                                                                              | Один стальной глушитель с катализатором                                                                              | Один стальной глушитель с катализатором                                                                              |
| Экологическая норма           | Euro2                                                                                          | Euro2 | Euro2 | Euro2 |
| Коробка передач               | 6-скоростная                                                                                   | 6-скоростная | 6-скоростная | 6-скоростная |
| Передаточные числа            | 1-я 37/15, 2-я 30/17, 3-я 28/20, 4-я 26/22, 5-я 24/23, 6-я 23/24                               | 1-я 37/15, 2-я 30/17, 3-я 28/20, 4-я 26/22, 5-я 24/23, 6-я 23/24                                                     | 1-я 37/15, 2-я 30/17, 3-я 28/20, 4-я 26/22, 5-я 24/23, 6-я 23/24                                                     | 1-я 37/15, 2-я 30/17, 3-я 28/20, 4-я 26/22, 5-я 24/23, 6-я 23/24                                                     |
| Передача                      | Цепная; передняя звездочка 15 зубьев; задняя звездочка 36 зубьев                               | Цепная; передняя звездочка 15 зубьев; задняя звездочка 36 зубьев                                                     | Цепная; передняя звездочка 15 зубьев; задняя звездочка 36 зубьев                                                     | Цепная; передняя звездочка 15 зубьев; задняя звездочка 36 зубьев                                                     |
| Сцепление                     | Сухое многодисковое с гидравлическим приводом                                                  | Сухое многодисковое с гидравлическим приводом                                                                        | Сухое многодисковое с гидравлическим приводом                                                                        | Сухое многодисковое с гидравлическим приводом                                                                        |
| Рама                          |                                                                                                | | | |
| Колесная база                 | 1420 мм                                                                                        | 1420 мм | 1420 мм | 1420 мм |
| Угол передней вилки           | 23,5° — 24,5°                                                                                  | 23,5° — 24,5° | 23,5° — 24,5° | 23,5° — 24,5° |
| Передняя подвеска             | Showa 43 мм перевернутая полностью регулируемая вилка с внутренним покрытием из нитрида титана | Öhlins 43 мм перевернутая полностью регулируемая вилка с внутренним покрытием из нитрида титана, for radial calipers | Öhlins 43 мм перевернутая полностью регулируемая вилка с внутренним покрытием из нитрида титана, for radial calipers | Öhlins 43 мм перевернутая полностью регулируемая вилка с внутренним покрытием из нитрида титана, for radial calipers |
| Ход передней подвески         | 125 мм                                                                                         | 120 мм | 120 мм | 120 мм |
| Передний тормоз               | Brembo , 2 320 мм полуплавающих диска, 4-хпоршневая радиальная скоба                           | Brembo , 2 320 мм полуплавающих диска, 4-хпоршневая радиальная скоба                                                 | Brembo , 2 320 мм полуплавающих диска, 4-хпоршневая радиальная скоба                                                 | Brembo , 2 320 мм полуплавающих диска, 4-хпоршневая радиальная скоба                                                 |
| Переднее колесо               | 5 Y-образных спиц, легкосплавный диск 3.50 x 17                                                | 5 Y-образных спиц, легкосплавный диск 3.50 x 17                                                                      | 5 Y-образных спиц, легкосплавный кованый диск 3.50 x 17                                                              | 5 Y-образных спиц, легкосплавный кованый диск 3.50 x 17                                                              |
| Передняя шина                 | 120/70 ZR 17                                                                                   | 120/70 ZR 17 | 120/70 ZR 17 | 120/70 ZR 17 |
| Задняя подвеска               | Öhlins Прогрессивное соединение с полностью регулируемым моноамортизатором                     | Öhlins Прогрессивное соединение с полностью регулируемым моноамортизатором                                           | Öhlins Прогрессивное соединение с полностью регулируемым моноамортизатором                                           | Öhlins Прогрессивное соединение с полностью регулируемым моноамортизатором                                           |
| Ход задней подвески           | 128 мм                                                                                         | 128 мм | 128 мм | 128 мм |
| Задний тормоз                 | 240 мм диск, 2-хпоршневая скоба                                                                | 240 мм диск, 2-хпоршневая скоба                                                                                      | 240 мм диск, 2-хпоршневая скоба                                                                                      | 240 мм диск, 2-хпоршневая скоба                                                                                      |
| Заднее колесо                 | 5 Y-образных спиц, легкосплавный диск 5.50 x 17                                                | 5 Y-образных спиц, легкосплавный диск 5.50 x 17                                                                      | 5 Y-образных спиц, легкосплавный кованый диск 5.50 x 17                                                              | 5 Y-образных спиц, легкосплавный кованый диск 5.50 x 17                                                              |
| Задняя шина                   | 190/50 ZR 17                                                                                   | 190/50 ZR 17 | 190/50 ZR 17 | 190/50 ZR 17 |
| Топливный бак                 | 15.5 л (включая 3 л запасного бака)                                                            | 15.5 л (включая 3 л запасного бака)                                                                                  | 15.5 л (включая 3 л запасного бака)                                                                                  | 15.5 л (включая 3 л запасного бака)                                                                                  |
| Снаряженная масса             | 186 кг                                                                                         | 186 кг | 181 кг | 181 кг |
| Высота сиденья                | 780 мм                                                                                         | 780 мм | 780 мм | 780 мм |
| Число сидений                 | Два                                                                                            | Одно Два (не продается в Северной Америке.)                                                                          | Одно | Одно |

## Участие в гонках
Победители Superbike World Championship:
- . 2003  Нил Ходжсон
- . 2004  Джеймс Тоузленд
- . 2006  Трой Бейлисс